# Baltimax
Baltimax – statek o maksymalnych wymiarach gabarytowych umożliwiających żeglugę przez Cieśniny Duńskie. Wielkość statku ograniczona jest głębokością toru wodnego wynoszącą 15,4 m. Statki tej wielkości zalicza się do klasy suezmax (dawniej capesize). Obecnie teoretyczne wielkości wymiarów statków przedstawiają się następująco:
- zanurzenie 15 m (kiedyś do 13 m)
- szerokość 42–48 m
- długość 240–260 m
- nośność 100-120 tysięcy DWT, nowo projektowane tankowce tzw. B-Max (od Baltic or Black Sea - Max) nawet do 220 tysięcy DWT.

Są to przede wszystkim masowce, tankowce oraz kontenerowce. Ostatnio wzrosło zainteresowanie tego typu statkami spowodowane rosnącym eksportem ropy naftowej z Rosji. Do wybudowanego terminala DCT Gdańsk S.A. w Gdańsku będą mogły przybijać również tej klasy kontenerowce. W przeszłości Polska posiadała krótko w swojej flocie statki typu Baltimax, były to: T/t Kasprowy Wierch, T/t Giewont II, T/t Rysy II, M/t Zawrat, M/t Sokolica oraz M/t Czantoria.